# جامعة بخت الرضا
جامعة بخت الرضا وهي تعتبر من الجامعات الفعالة في تطوير التعليم وتدريب المعلم حيث ترجع أصولها لمعهد التربية بخت الرضا لتدريب المعلمين وإعداد المناهج لكافة مراحل التعليم في البلاد وفي عام 1997م تم تحويل اسمها إلى جامعة بخت الرضا.

## النشأة والتعريف
يرتبط الحديث عن دور بخت الرضا في تطوير التعليم في السودان بنشأة الفكرة وتبلورها فجذور بخت الرضا ضاربة بعمق في عملية تطوير التعليم وتدريب المعلم حيث تأسس أول معهد في عام 1934م، على يد مستر غريفيث (بالإنجليزية: Mr. Griffiths) باسم معهد التربية بخت الرضا نتيجة لتقرير اللجنة التي كونها الحاكم العام للسودان سنة 1930 بعد انتهاء إضراب طلاب كلية غوردون وبعد المذكرة التي قدمها ”ج. س. سكوت“ المفتش الأول للتعليم منتقداً فيها سياسة التعليم ونُظمه، وداعياً إلى إجراء إصلاحات أساسية. وفي عام 1995م تم تحويلها إلى كلية جامعية تتبع مباشرة لوزارة التعليم العالي. في عام 1997م وعملا بأحكام المرسوم الدستوري الثالث عشر لسنة 1995م أجاز المجلس الوطني ووافق رئيس الجمهورية على تأسيس بخت الرضا بوصفها جامعة بولاية النيل الأبيض وهيئة علمية ذات شخصية اعتبارية، مقرها مدينة الدويم، وعيّن الأستاذ الدكتور: عبد الله عبد القادر كريم الدين أول مدير لها ، كما عمل الهادي عبد الفتاح الشريف استاذا بها

## خلفية تاريخية
أوكل إنشاء المعهد إلى ف. ل. غريفيث الذي عرفه طلابه ب ـ«مستر غريفيث». وقد تخرج من جامعة أوكسفورد عام 1922 وعمل بالهند في كلية سانت أندروز حيث تأثر بفلسفة غاندي التربوية ذات الطابع الريفي وقد كان الإنجليزي الوحيد في المدرسة.
ألّف عدداً من الكتب منها «تجربة في التعليم: رواية لمحاولات تحسين تعليم البنين في المراحل الأولية بالسودان الإنجليزي المصري المسلم، 1934 - 1950» وألف مع عبد الرحمن علي طه نائب عميد بخت الرضا كتابا عن عادات المجاملة في السودان وكتاباً بعنوان «أهداف الأخلاق، آراء عن المستوى الخلقي لأمة ناشئة». وألّف وحده كتاب «الأخلاق وعلم النفس» الذي عرّبه عبد الرحمن علي طه.

## رؤية الجامعة
تسعى جامعة بخت الرضا لأن تصبح واحدة من أولى الجامعات على مستوى السودان والوطن العربي، وأن تكون مركز عالميا مهما للتعليم والبحث العلمي، غايته السامية تحسين مستوى الحياة البشرية.
و اتجهت الجامعة إلى تحقيق قيم المجلس القومي للتخيط الاستراتيجي - الرؤية القومية للاستراتيجية الربع قرنية 2007 - 2031 م (استكمال أمة سودانية موحدة آمنة متحضرة متقدمة متطورة).

## رسالة الجامعة
تلتزم جامعة بخت الرضا بتزويد طلابها بخبرات تعليمية بأعلى مستويات الجودة وتقديم قاعدة شاملة للبرامج الاكاديمية والمهنية وتعزيز التطور الشخصي والاجتماعي والاكاديمي والمهني لدى الطلبة وإثراء المعرفة والمساهمة في التقدم الثقافي والاجتماعي والاقتصادي للمجتمع وتعزيز الثقافة والتراث والتاريخ السوداني خاصة والأفريقي والعربي والإسلامي والعالمي عامة، والمساهمة في تقدم التعليم وتطوير الموارد البشرية لولاية النيل الابيض والسوان كله.

## أهداف الجامعة
تسعى جامعة بخت الرضا لتحقيق الأهداف الآتية:
1- تأكيد هوية الأمة وتأصيلها من خلال المناهج التي تقرها الجامعة وتطبقها.
2- ابتكار التقنية وتوظيفها لخدمة المجتمع السوداني بالتعاون مع الجامعات ومؤسسات التعليم العالي والبحث العلمي بالبلاد.
3- الاهتمام بالبيئة السودانية عامة وبيئة ولاية النيل الأبيض خاصة وتأهيل الكادر القادر على ترقيتها وحل قضايا الولاية المتعلقة بالبيئة.
4- إجراء البحوث العلمية والتطبيقية المختلفة لحاجات المجتمع المختلفة والمتجددة في سبيل خدمته والارتقاء به
5- تنمية الاتجاهات والأساليب العلمية الحديثة في التربية والتعليم والعمل على إعداد وتأهيل القيادات التربوية المتخصصة
6- العناية بالتعليم الحديث منهجا ومتحوى وتطبيق والاعتماد عليه في إعداد كفاءات ومتخصصين لهم القدرة على مواجهه المشكلات بالبحث العلمي التطبيقي
7- الاهتمام بقضايا التنمية البشرية والفكر والقيم الدينية
8- إعداد الطلاب وفقا لأغراض الجامعة وأهدافها منحهم إجازاتهم العلمية.

## إدارة الجامعة
تتكون إدارة الجامعة من مجلس الجامعة، مدير الجامعة، نائب مدير الجامعة، وكيل الجامعة، أمين الشؤون العلمية، أمين المكتبة، عميد شؤون الطلاب وعمداء الكليات والمراكز والإدارات المساعدة لهم.

### الموقع
تقع الجامعة في الجزء الشمالي من مدينة الدويم على الضفة العربية للنيل الأبيض يجاورها شرقاً المركز القومي للمناهج والبحث التربوي

### مجلس الجامعة
يختص المجلس بوضع نظم الجامعة ولوائحها والنظر في سياساتها وتتكون عضوية المجلس من 40 عضو منهم 22 وعشرون عضو من خارج الجامعة من خارج الجامعة (منهم رئيس المجلس) من ذو الكفاءة والاختصاص والاهتمام بالتعليم والقضايا الوطنية وينضمون إلى مجلس الجامعة بناءً من وزير التعليم العالي والبحث العلمى و 18 عضوا من داخل الجامعة وهم مدير الجامعة ووكيل الجامعة وأمين الشؤون العليمة أمين المكبات وعميد شؤون الطلاب وثمانية أعضاء من هيئة التدريس ورئيس الهيئة النقابية بالجامعة وممثلان اتحاد الطلاب

### مجلس الأساتذة
تتكون عضويته من مدير الجامعة ووكيل الجامعة وأمين الشؤون العليمة (مقررا) أمين المكتبات وعميد شؤون الطلاب وعميد الدراسات العليا وعمداء الكليات المختلفة ورؤساء الأقسام الأكاديمية وتتلخص مهامه في:
1- تحديد شروط ومؤهلات قبول الطلاب.
2- وضع اللوائح المنظمة للعمل داخل الجامعة.
3- منح الدرجات العلمية والجوائز والدرجات الفخرية
4- توجية السياسات العلمية
5- النظر في آليات تطوير الجامعة علميا وأكاديميا وتشجيع البحث العلمي

### المدير
هو المسئول العلمي والتنفيذي الأول من أداء الجامعة، والعمل على تحقيق أغراضها ويلتزم بالنظم واللوائح السارية وسياسات المجلس ونوابه.

### الوكيل
هو المسئول لدى المدير في الإشراف على الأداء الإداري والمالي بالجامعة وفقا لأحكام ونظم الجامعة ولوائحها، كما أنه يشغل منصب مقرر مجلس الجامعة ويحتفظ بأتم الجامعة العام وبسجل خاص لجميع ممتلكات الجامعة.

### أمين الشؤون العلمية
هو المسئول عن الأداء بأمانة الشؤون العلمية والتي تمثل الكيان المختص بتنسيق وتنظيم العمل العلمي بالجامعة وفق النظم الاساسية واللوائح كما يختص بمتابعة تنفيذ توصيات وقرارات مجلس الأساتذة

### عميد الطلاب
هو المسئول أمام المدير في ما يوكل إليه من مهام من مجلس الأساتذة أو مجلس شؤون الطلاب وذلك لمساعدة الطلاب والاستفادة القصوى علميا وتربويا وثقافيا واجتماعيا من انتمائهم للجامعة ومراعاة النظم والسلوك والقيم داخل الجامعة وخارجها.

## الانضمام لجامعة الخرطوم
وفي مرحلة لاحقه عام 1973م تم ضم المعهد لجامعة الخرطوم ليصبح نواة لأول كلية تربية بالسودان. وفي عام 1969م عقد أول مؤتمر قومي جامع لمناقشة قضايا التعليم ومن أهم توصيات المؤتمر تغيير السلم التعليمي ليصبح (8 – 4) وتحديد أهداف التعليم والتوصية ببناء مناهج تخدم تلك الأهداف. إلا أن وزير التربية والتعليم (الدكتور محي الدين صابر) لم يتبنّ توصية المؤتمر فيما يتعلق بالسلم التعليمي وفضل عليها توصية وزارء التربية العرب الذي حدد السلم التعليمي للدول العربية ليصبــح (6 – 3 – 3).

## التوثيق التربوي
وجرت محاولة لإنشاء قسم للتوثيق التربوي الحق بمركز الأبحاث التربوية التابع للمعهد وتم جمع جزء مقدر من إنتاج بخت الرضا في مجال المناهج الكتب الدراسية ومراشد المعلمين وذلك في عام 1978 م ثم تطور الأمر إلى إنشاء قسم للتراث عرف بدار التراث والتوثيق التربوي (بيت التراث). وقد كان إنشاء قسم التراث في عام 1990م بمثابة تنشيط للتراث والتوثيق التربوي ثم بتوجيه من السيد عميد معهد التربية بخت الرضا ومدير المركز القومي للمناهج والبحث التربوي، تواصلت بعد ذلك مهمة جمع الوثائق وتصنيفها.

## أعمال معهد بخت الرضا
وقد حددت أهداف دار التراث والتوثيق التربوي ببخت الرضا في حصر تراث بخت الرضا وجمعه وتصنيفه وحفظه، وتوفير مادة تربوية للباحثين من طلاب الدراسات العليا، وأن تعمل الدار كذاكرة للمعهد ثم المركز يسترجع خلالها تراثه الثمين كلما دعت الحاجة ذلك بالإضافة إلى المشاركة في إثراء العمل التربوي والنشاط الثقافي بالمعهد ثم المركز. وقد مارَس القسم دوره وفقا للأهداف المذكورة أعلاه وظل يستقبل الباحثين من طلاب الدراسات العليا وغيرهم فيجدون فيه ما يثري أبحاثهم من معلومات. كما أصبح القسم وما زال خير معين للعاملين بالمركز القومي للمناهج. واستصحاباً لأهداف المدرسة الأولية التي جاء من ضمنها تنمية حب الإطلاع والقدرة على المبادئة والجرأة والتكيف مع البيئة فقد نبعت فكرة أندية الصبيان لتمكين التلاميذ الذين لا يجدون أماكن في المراحل التالية من التعليم وفي ذلك اهتمام من بخت الرضا برعاية الشباب بما تحمله تلك الرعاية من توجيه تربوي ومهني. ولكي ما تؤثر بخت الرضا في الكبار أيضاً وتحملهم على فكرة التحول الاجتماعي بدأت بخت الرضا مشروع تعليم الكبار ومحو الأمية الذي بدأت تجربته في جزيرة (أم جر) على النيل الأبيض في عام 1945م حيث تم تزويد القرويين بالمعرفة المهنية في عملهم والاقتصادية والاجتماعية والصحية في حياتهم وجرى تدريب البعض منهم على أعمال صحية وبيطرية وزراعية ولم يفصل جانب التربية الوطنية في التدريب وذلك بعقد حلقات دراسية منتظمة. وقد شملت التجربة النساء بنفس القدر وامتدت الفكرة إلى مشروع الجزيرة في عام 1949م وقد اهتمت بخت الرضا بثقافة الطفل وأسست مكتب النشر ليمد الأطفال والكبار بمواد القراءة، وأصدر مكتب النشر مجلة الصبيان وهي من أوائل المجلات التي عنيت بثقافة الطفل في الوطن العربي إن لم تكن أولاها.

### البحث والتعليم
وشجعت بخت الرضا روح البحث والتعليم المستمر والتعليم عن بعد من خلال مكتبة التسليف بالبريد، كما أسست المكتبة المركزية التي كانت تعبر ثاني أكبر المكتبات على نطاق السودان. ووثقت بخت الرضا العلاقة بينها وبين خريجيها ببناء قنوات من خلال إصدارات تمثلت في خطاب بخت الرضا الذي وثق لنشاطات بخت الرضا في المجالات التربوية المختلفة، ومجلة بخت الرضا التي استقطبت أقلام التربويين ببخت الرضا وخارجها، وكانت تثار فيها مختلف القضايا التربوية كما تضمنت أخبار معهد التربية بخت الرضا وفروعه. هذا وقد تأسست بالمعهد مدرسة أولية بلغ عدد أنهرها عشرة في عام 1970م كما قامت ثلاث مدارس وسطى هي:
- الدويم الريفية الوسطى،
- النيل الأبيض الوسطى،
- الدويم شمال الوسطى

### استقطاب الأفضل
وكان يستقطب لهذه المدارس أميز المعلمين على مستوى السودان وقد اتخذت تلك المدارس مقراً لتجربة المناهج وتدريب المعلمين. وتمارس في هذه المدارس الأنشطة الرياضية والثقافية المختلفة وتعنى بالتربية الريفية. لقد اتسم معهد التربية بخت الرضا بظاهرة فريدة حافظ عليها واهتم بتنميتها عبر السنين إلا وهي مراعاة الترابط بين أوجه النشاط التربوي، فعمل على تجنب التخصص الضيق، وجعل الأساتذة يسهمون في وقت واحد في التدريب وتطوير المناهج والبحوث التربوية والتوجيه الفني وغيرها، وكانت بخت الرضا ترى في ذلك تحقيقاً للجدوى واستقلالاً أمثل لكفايات معلمين هم من النخبة في أغلب الحالات.

### سعة المعهد
عند استقلال السودان كان بخت الرضا يخرج 60 معلماً للمدارس الأولية و 60 من فرعه بشندي و 60 من فرعه بالدلنج و 30 من فرع مريدي. بالإضافة إلى 100 معلم للمرحلة الوسطى سنوياً.

## نقد بخت الرضا
انتقد عدد من الوطنيين والمستعمرين تجربة بخت الرضا منذ إنشائه ولا زال الجدل حوله مستمراً حتى الآن حيث ترجمت فدوى عبد الرحمن علي طه (ابنة نائب العميد السوداني) كتاب قريفيث عن بخت الرضا في 2014 وأعيد طبع كتاب بخت الرضا الإستعمار والتعليم لعبد الله علي إبراهيم في 2012.
يرى عبد الله علي إبراهيم أن بخت الرضا قد أحيط بهالة من القداسة نزهته عن النقد في حين ترى فدوى أن القداسة نتجت عن فشل الحكومات الوطنية المتتالية في تطوير التعليم بعد بخت الرضا.

## المركز القومي للمناهج
وفي عام 1996 تأسس المركز القومي للمناهج والبحث التربوي وقام على إرث معهد التربية بخت الرضا التربوي في مجال تطوير المناهج. اكتسب معهد التربية بخت الرضا سمعة طيبة داخل السودان وخارجه، وحاز على احترام وتقدير المؤسسات التربوية، وخلف تـراثا تربويا قيما يحكي مـراحل تطـوره وجهود الرجال الأفذاد الذين أسهموا في ذلك التطور.

## جامعة بخت الرضا
وفي عام 1997م صدر مرسوم رئاسي مؤقت سمى قانون جامعة بخت الرضا لسنة 1997م، آلت من خلاله للجامعة جميع حقوق كلية التربية بخت الرضا.
بدأت الدراسة بكلية التربية ثانوي وكلية التربية مرحلة الأساس، وكلية الاقتصاد والعلوم الإدارية وكلية الطب وكلية الزراعة والموارد الطبيعية
ومن ثم تم تأسيس كلية التمريض وكلية العلوم وكلية الآداب وكلية التربية مرحلة الأساس بنعيمة
تضم كلية الاقتصاد والعلوم الإدارية أقسام الاقتصاد، إدارة الأعمال، المحاسبة، التنمية الريفية، الاقتصاد القياسي والإحصاء الاجتماعي وقسم الحاسب
وبها برنامجين للبكالوريوس في التخصصات أعلاه، والدبلوم الوسيط في البنوك والمصارف والمحاسبة وإدارة الأعمال
كما يوجد بالكلية برامج للدراسات العليا، دبلوم عالي وماجستير ودكتوراه في تخصصات الاقتصاد والإدارة والاقتصاد القياسي والإحصاء الاجتماعي.

## كليات الجامعة
- - كلية الطب والعلوم الصحية
  - كلية المختبرات الطبية
  - كلية العلوم
  - كلية الزراعة والموارد الطبيعية
  - كلية الاقتصاد والعلوم الإدارية
  - كلية التربية بخت الرضا
  - كلية التربية نعيمه
  - كلية التربية مبروكة
  - كلية الآداب
  - كلية تنمية المجتمع

## المراكز والوحدات والإدارات
- - مركز الحاسوب وتقانة المعلومات.
  - مركز الدراسة عن بعد.
  - مركز استصلاح الأراضي الجافة والمتصحرة.
  - مركز التدريب والاستشارات.
  - وحدة التقويم الذاتي والاعتماد.
  - إدارة الاعلام والعلاقات العامة.
  - إدارة العلاقات الخارجية.